# 圣米歇尔蒙梅屈尔
圣米歇尔蒙梅屈尔（法語：Saint-Michel-Mont-Mercure，法語發音：[sɛ̃ miʃɛl mɔ̃ mɛʁkyʁ]）是法国卢瓦尔河地区大区旺代省的一个旧市镇，位于该省东北部，属于丰特奈勒孔特区。2016年1月1日，圣米歇尔蒙梅屈尔和相邻的另外3个市镇合并为新市镇塞夫勒蒙（Sèvremont）。

## 地理
圣米歇尔蒙梅屈尔（46°49'49"N, 0°52'59"W）面积25.76 平方千米，位于法国卢瓦尔河地区大区旺代省，该省份为法国西部沿海省份，北起大西洋卢瓦尔省和曼恩-卢瓦尔省，西临大西洋，南至滨海夏朗德省，东部及东南部与德塞夫勒省接壤。
与圣米歇尔蒙梅屈尔接壤的市镇（或旧市镇、城区）包括：勒布佩尔、莱沙特利耶-沙托米尔、莱塞佩斯、圣马尔拉雷奥尔特、圣保罗昂帕雷。
圣米歇尔蒙梅屈尔的时区为UTC+01:00、UTC+02:00（夏令时）。

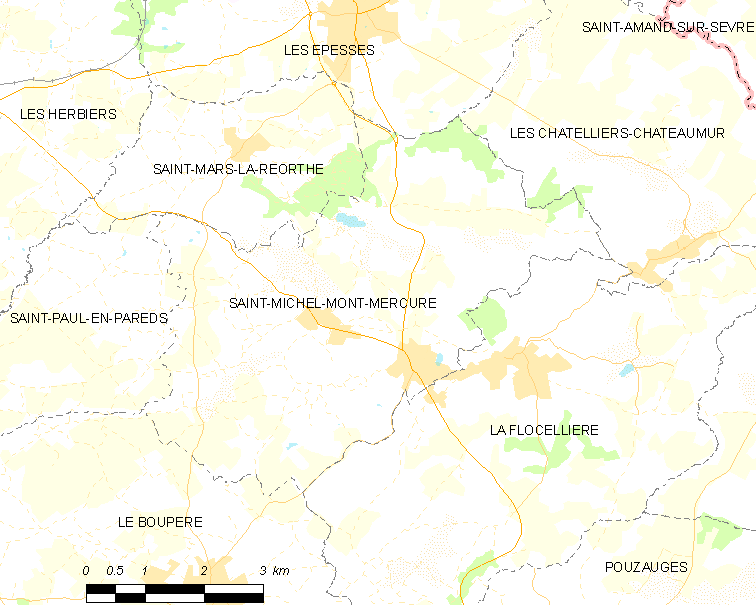
圣米歇尔蒙梅屈尔的OSM定位图

## 行政
圣米歇尔蒙梅屈尔的邮政编码为85700，INSEE市镇编码为85257。

## 政治
圣米歇尔蒙梅屈尔所属的省级选区为莱塞比耶县。

## 人口

1962-2008年间圣米歇尔蒙梅屈尔人口变化图示

圣米歇尔蒙梅屈尔于2018年1月1日时的人口数量为2053人。